# Mikuláš Křen
Mikuláš Křen (* 26. září 1972 Plzeň) je český herec, kameraman a moderátor.

## Životopis
Narodil se 26. září roku 1972 v Plzni. Je synem české režisérky a herečky Jessicy Horváthové a kameramana Mikuláše Křena staršího. Již od útlého dětství měl blízko k herectví. Jako dítě se poprvé postavil před kameru v roce 1977 ve filmu Jak se točí Rozmarýny.
Vystudoval gymnázium na Pražačce v Praze a následně studoval ve Španělsku a v USA, kde se učil nové jazyky.
Poprvé na sebe výrazně upozornil rolí narkomana Mikiho v psychologickém dramatu Kanárek z roku 1999. V roce 2000 ztvárnil cynického Roberta v kultovním filmu Samotáři, který režíroval David Ondříček.
Později si zahrál například ve filmu Hitler: Vzestup zla (2003), O dvě slabiky pozadu (2005), Burácení (2015) nebo v životopisném filmu Havel (2020).
Objevuje se v epizodních rolích českých televizních seriálů. Mezi ně patří například Specialisté.
Kromě herectví pracuje také jako moderátor, režisér videoklipů a reklam a kameraman.

## Filmografie (výběr)
- Jak se točí Rozmarýny (1977)
- Bláznivá láska (1993)
- Kanárek (1999)
- Samotáři (2000)
- Člověk v ZOO (2001)
- Česká spojka (2002)
- Hitler: Vzestup zla (2003)
- O dvě slabiky pozadu (2005)
- Burácení (2015)
- Havel (2020)